# 歌川景秀 (2代目)
二代目 歌川景秀（にだいめ うたがわ かげひで、生没年不詳）とは、江戸時代の浮世絵師。

## 来歴
師系不明。二代目景秀と称し、慶応3年（1867年）に3枚続の大判錦絵「二世源氏廓之身仕舞」を描いている（・・）。この絵の校合摺1枚をボストン美術館が所蔵する。